# Rokoková móda

Madame de Pompadour

Rokoko  je umělecký a životní sloh 18. století, poslední období baroka, které předcházelo neoklasicismu. Projevilo se zjemnělým vkusem v architektuře, jejích interiérech, v uměleckých řemeslech, v módě odívání i v galanterii.
Rokoko vychází a navazuje na baroko, v některých ohledech je jeho opakem. Barokní ideál robustní postavy ustoupil ženám s útlým pasem, s oděvem ve světlých a pastelových barvách, s mnoha miniaturními doplňky. Typickou představitelkou dvorské módy rokoka byla madame de Pompadour. Název rokoka je odvozen od výrazu rokaj (z francouzského rocaille), což je nesymetrický hřebínkový, často prokrajovaný ornament, vzniklý z mušle, rokajové kartuše – mírně vypouklé plochy  různého tvaru s bohatě vytvořenými ornamenty, někdy s uvedením údajů, letopočtů.

## Ideál krásy v rokoku
V době rokoka (podobně jako v předchozích etapách dějin) se každá správná šlechtična musela podřídit ideálu krásy, módním trendům a požadavkům krásy, alespoň v případě, vypravila-li se do společnosti. Ženy na obrazech z doby rokoka na nás působí příliš vyumělkovaně a není to jen zdání. Skutečně se tak oblékaly a líčily (nejen dámy), panstvo si pořizovalo bílé paruky, opravovala a zamaskovávalo všechny nedostatky, krášlilo a ženy používaly šněrovačky (jako vždy v historii, ale tentokrát ještě účinněji), honosily se krinolínami (široká sukně vyztužená obručemi – kovovými, dřevěnými nebo z velrybích kostí) vyzdobenými stuhami, krajkami, zlatým a stříbrným vyšíváním šitých z brokátu, lyonského hedvábí. Vše doplňovaly střevíčky (povětšinou zakryty sukní) z atlasu, brokátu, hedvábí, sametu, na vysokém podpatku zdobené krajkou. 
Pánové, pokud chtěli jít s módou, museli nosit úzké kalhoty, bílé punčochy a boty zdobené pentlemi či tepanými sponami. Jejich nejčastěji saténové kabáty, které byly zespodu na okrajích vyztuženy kosticemi, aby odstávaly, měly většinou bílou, světle modrou nebo růžovou barvu. I muži nosili paruku, kterou si přepudrovávali, a přikrášlovali ji různými lokýnkami a vzadu svazovali stuhou. 
Z doby rokoka pochází také výraz negližé, který označoval méně formální společenské oblečení, ve kterém dámy přijímaly hosty. Tvořila jej nařasená splývající sukně, volná šněrovačka, tenký plášť přehozený přes ramena a třírohý šátek zakrývající výstřih.

## Hygiena

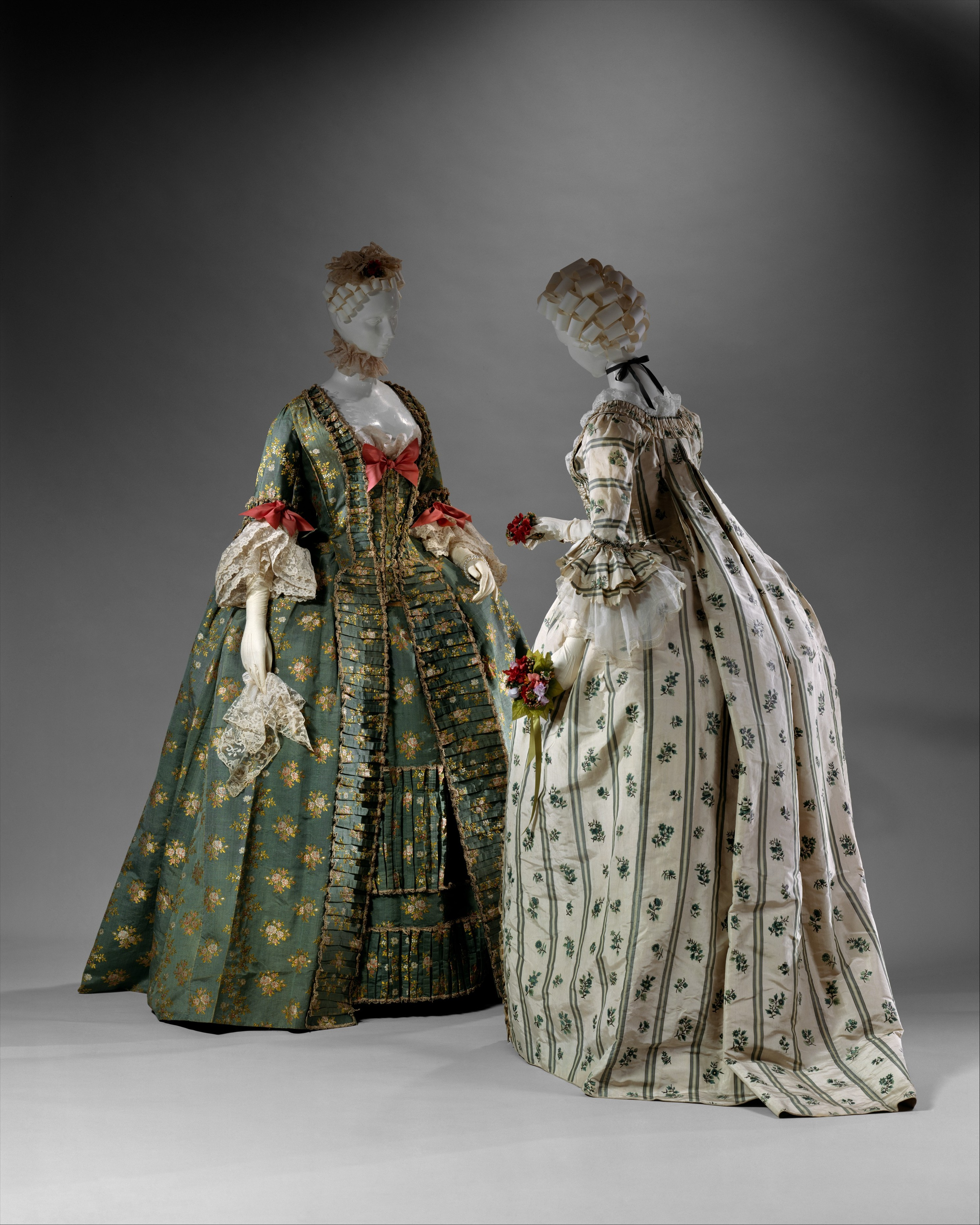
Tzv. robes à la Française, polovina 18. století

Zatímco během středověku vzkvétaly lázně, v rokoku byla voda téměř „tabu“ (respektive koupání ve vodě), strach z vody způsobily mor a syfilis. Panstvo nyní upřednostňovalo voňavky, jejichž úkolem bylo zakrýt tělesný pach. Vrstva špíny byla považována za ochranný obal před škodlivými vlivy pro své tělo. Celá učená společnost (včetně lékařů) pokládala vodu za nebezpečnou, protože podle jejich názorů bere tělu životní sílu a způsobuje ochabování organismu. 
Lidé se tedy koupali v době rokoka výhradně doma a stačilo pouze namočení konečků prstů na nohou. K těmto účelům se používala umyvadélka, do nichž se naléval zhruba půllitr vody. Mnohdy se ovšem zvolil místo vody alkohol či mléko: král Ludvík XIV. si po ránu otřel ruce pálenkou. Tehdejší pravidla chování radila si po ránu otřít obličej bílým plátýnkem nebo čímkoliv jiným, než vodou. Nebo mýt obličej vodou maximálně za osm až dvanáct dní.

## Parfémy
Král Slunce, Ludvík XIV. miloval především parfémy s vůní pomerančových květů, ale francouzská společnost si oblíbila i aroma hnijících jablek kombinované s hřebíčkem a skořicí a rozetřené s tukem. Tato směs se vtírala do vlasů. Takto vznikla pomáda odvozená od francouzského výrazu pro jablko (pomme). Parfémy a oleje se uchovávaly ve flakónech v podobách tradičních i nezvyklých (například podoba postavy). Mezi jejich výrobou vynikalo Španělsko a Itálie (Benátky).  
Přibližně také v této době vzniká světoznámá kolínská, jejíž francouzská verze se rozšířila nejvíc.

## Líčení
Završením péče o zevnějšek bylo pudrování. Pudr se používal jednak na obličej, dekolt, paže, ruce a dokonce i paruku. Pudrovali se muži, ženy i děti. Byl určen k zakrytí projevů stárnutí, vráskám, šedivým vlasům i k zamaskování malých defektů. Protože byli napudrovaní všichni, bylo velmi těžké rozpoznat věk. Tradiční barvou pudru byla bílá, ke které tvořily kontrast tuš na řasy, tužka na obočí a rtěnka, růžové tváře se malovaly růží přes pudr. Obličej získal podobu strnulé masky bez patrných grimas, kterou však již od renesance prosazovala anglická královna Alžběta I. Na ochranu před sluncem se používaly ozdobné slunečníky nebo nebesa.
Pudr se vyráběl z rýžové či obilné mouky, ale výrazně parfémovaný. (Dnes se pudr vyrábí z mastku a přidává se hedvábí, minerály, kolagen, ochranný filtr a vitamíny A a E.) Dále k tomuto účelu sloužil bílý olovnatý pudr (nebezpečný především pro dělníky). Přemíra používání pudru způsobovala panstvu puchýřky a vřídky, pleť povadla a získala žlutý nádech. Málokterá žena si uchovala svou krásu déle než do svých 30 let (samozřejmě vyjma prostých dívek, které pudr neužívaly a získaly při ošetřování dobytka imunitu proti pravým neštovicím, které zanechávaly hluboké jizvy).
Drobné i větší jizvičky a podobné nežádoucí znamínka si dámy z vyšší společnosti zakrývaly koketními muškami. Tato srdíčka, květinky, hvězdičky, karetní symboly, měsíčky ale i zajíčci, prasátka a broučci, byly ústřižky hedvábného taftu nebo kůže. Nejvíce oblíbenými barvami mušek byly černá a šarlatově červená, užívaly se ale i pastelové odstíny v barvě šatů.

## Paruky
Paruky byly komponovány na výšku. Slavnostní paruky v nejvyšších společenských vrstvách dosahovaly až výšky poloviny těla ženy. V barevnosti vedla bílá barva, následována šedivou. Typické bylo zdobení pomocí květin, ptačích hnízd, ovocných košů, perel a drahých kamenů či dokonce modelů lodí. Zakomponování na hlavu pomocí schůdků trvalo kadeřníkům i několik hodin a není proto divu, že ženy v nich spaly, s hlavou složenou na tvrdé válce. Pod neprodyšným krunýřem paruky ženy mívaly sestřižené vlastní vlasy, nedostatek hygieny vedl k šíření vší. Proto dámy používaly drbátka ručky (zvané grattoir), ze zlata či slonoviny, které nosily zavěšené jako šperk na krku nebo u pasu.